# Jesús María Cizaurre Berdonces
Jesús Maria Cizaurre Berdonces, OAR, (Valtierra, 6 de janeiro de 1952), é um bispo católico espanhol residente no Brasil. Foi o terceiro prelado e o primeiro bispo de Cametá. Foi transferido pelo Papa Francisco em agosto de 2016 e se tornou o terceiro bispo diocesano de Bragança do Pará. Teve sua renúncia aceita por motivos de saúde em 2024 e atualmente é bispo emérito. 

## Estudos
Realizou seus estudos secundários no Seminário de Martutene (São Sebastião). Estudou Filosofia no Seminário Santa Rita (São Sebastião) e Teologia na Faculdade de Teologia de Granada. Na Faculdade FAI, de São Paulo, completou os estudos filosóficos para sua convalidação.

## Presbiterado
Foi ordenado sacerdote no dia 26 de junho de 1976. No dia 12 de janeiro de 1977 chegou ao Brasil. Serviu como missionário na Prelazia de Marajó, por 13 anos. Foi formador dos seminaristas Agostinianos Recoletos em São Paulo, no período de 1990 a 1994. Ocupou os cargos de Superior e Pároco na Comunidade de São José de Queluz, em Belém do Pará de 1994 a 1997. Foi, ainda, Superior Maior da Província Santo Tomás de Vilanova, no Brasil.

## Episcopado
Foi designado 3º bispo da Prelazia de Cametá, pelo Papa João Paulo II, em 23 de fevereiro de 2000.
Sua ordenação episcopal foi realizada em Cametá no dia 7 de maio de 2000. Sua posse aconteceu também no mesmo dia 07 de maio.
No dia 25 de abril de 2012, a Congregação para os Bispos nomeou a Dom Cizaurre administrador apostólico da diocese de Marabá, limítrofe com a prelazia de Cametá.
Dom Jesus governou a Prelazia de Cametá até sua ereção como Diocese, em 06 de fevereiro de 2013, passando a ser o seu primeiro bispo diocesano. Como titular da nova diocese, permaneceu até 17 de agosto de 2016, quando o Papa Francisco o transferiu para a Diocese de Bragança do Pará.